# Rosenfelde
Rosenfelde (Ausspracheⓘ) war bis zum 25. Januar 1699 der Name des Dorfes Friedrichsfelde, das heute als Berliner Ortsteil zum Bezirk Lichtenberg gehört.
Das Dorf Rosenfelde wurde am 2. April 1265 erstmals urkundlich erwähnt. Es entwickelte sich um eine feldsteinerne Dorfkirche herum, später entstand auch ein Gut. 1319 kam es in den Besitz der Alt-Berliner Patrizierfamilie Ryke/Reiche. Um 1590 wurde das Gut zum größten Teil landesherrlich und kam unter dem Großen Kurfürsten in den Besitz von Joachim Ernst von Grumbkow. Die gesamte Siedlung wurde zwischen 1682 und 1695 vom Generaldirektor der Kurbrandenburgischen Marine, dem gebürtigen Holländer Benjamin Raule, nach und nach aufgekauft. Dem Gut spendierte der neue Besitzer 1685 ein repräsentatives Herrenhaus, das spätere Schloss Friedrichsfelde.
Als Raule wegen undurchsichtiger finanzieller Transaktionen bei seinem Kurfürsten in Ungnade gefallen war, kam die Siedlung Rosenfelde in kurfürstlichen Besitz und wurde 1699 nach dem späteren König Friedrich I. in Friedrichsfelde umbenannt.
Verwaltungsmäßig gehörte es danach zum Amt Köpenick.
Die Rosenfelder Straße und der Rosenfelder Ring erinnern noch heute an den ehemaligen Dorfnamen.